# Station Atherton
Atherton is een station van National Rail in Atherton (Greater Manchester), Wigan in Engeland. Het station is eigendom van Network Rail en wordt beheerd door Northern Rail. 